# Барсуки (Ляденский сельсовет)
Барсуки (бел. Барсукi) — деревня (урочище) в Червенском районе Минской области Беларуси. Входит в состав Ляденского сельсовета.

## Географическое положение
Расположена в 22 километрах к северо-востоку от Червеня, в 84 км от Минска, в 22 км от железнодорожной станции Гродзянка линии Гродзянка—Верейцы, в 3-х километрах к северу от автодороги М4 Минск—Могилёв, посреди крупного лесного массива.

## История

### Досоветский период
Вблизи деревни сохранился участок Екатерининского тракта (шляха), в настоящее время представляющего собой заросшую деревьями и кустарником тропу. Продолжение тракта в сторону деревни Юровичи было распахано после Великой Отечественной войны. История Барсуков начиналась с усадеб зажиточных крестьян Романовщина и Бакиновщина, названных по фамилиям владельцев. Бакиновщина располагалась к северу от построенного позже посёлка Барсуки и занимала около 40 гектаров, площадь Романовщины, расположенной в километре к востоку от будущего посёлка, была незначительно меньше. Крестьяне получили или выкупили эти земли у помещиков и использовали для выращивания зерновых, заболоченные участки — для пастбища и сенокошения. Вскоре в усадьбах появились наёмные работники, которые основывали в их окрестностях хуторские поселения, одним из которых был хутор Барсуки. На 1885 год хутор входил в состав Юровичской волости Игуменского уезда Минской губернии. Согласно Переписи населения Российской империи 1897 года усадьба, где насчитывалось 4 двора, проживали 35 человек.

### Советская власть и строительство завода
На 1921 год Барсуки — урочище в составе Хуторской волости, где было 3 двора и 25 жителей. 20 августа 1924 года вошло в состав вновь образованного Хуторского сельсовета Червенского района Минского округа (с 20 февраля 1938 — Минской области). Согласно Переписи населения СССР 1926 года урочище насчитывало 7 дворов, где проживали 44 человека. В конце 1920-х здесь началось строительство лесоперерабатывающего завода и рабочего посёлка при нём. Посёлок условно разделялся на первый и второй посёлки. Завод осуществлял заготовку и переработку леса, в частности, изготовление кровельного материала-гонты, железнодорожных шпал, баланса для крепления в шахтах, строительных досок и брусков, а также заготовка дров. В начале 1930-х здесь уже работали гонтроезка и паровая мельница. Изготовленный в Великобритании паровой котёл для работы завода по частям доставляли из Минска, однако в связи с невозможностью его транспортировки по болотистой местности он был установлен в 700 метрах от планируемого местоположения. Затем были построены лесопильный цех и производственные помещения, а также автотракторный гараж на 30 единиц автотранспорта и ремонтную мастерскую. Были созданы курсы для подготовки механизаторов. В посёлке селились как уроженцы окрестных деревень, так и других регионов Белоруссии, несколько человек приехали также из Украины и из Сибири. Для молодых работников были построены общежития, для состоящих в браке — десять барачных домов, насчитывавших от двух до восьми квартир. В двух из них квартиры были четырёхкомнатные, в остальных — однокомнатные, также в распоряжении жильцов были сени с кладовками. Некоторые строили частные дома. В посёлке открылись четырёхлетняя школа, где обучались также дети из деревни Омело, детские ясли-сад, рабочая столовая. Вскоре посёлок был электрифицирован. Большинство жителей окрестностей работали на заводе или лесозаготовках. Среди них и лишившиеся земли зажиточные крестьяне Романовские. Семья Бакиновских продолжала вести единоличное хозяйство, находились в напряжённых отношениях с бывшими работниками. В связи с этим их младший сын был арестован, однако ему удалось сбежать из тюрьмы, после чего он скрывался в родной усадьбе. Однако вскоре он вновь был арестован сотрудниками НКВД при участии местных активистов. Поскольку основное население Барсуков было занято в промышленности, в колхоз вступили лишь отдельные жители первого посёлка. Наиболее активные лесозаготовки проводились в двух-трёх километрах на юго-восток и на северо-запад от Барсуков. К местам лесозаготовок были проложены двухколейные дороги-лежнёвки, сооружённые из уложенных на землю брёвен и обложенные брёвнами вдоль обочин. Лежнёвка, ведшая в юго-восточном направлении, называлась «Трактор первый» и доходила до гравийной дороги, на месте которой позднее была построена дорога Минск—Могилёв. Вторая лежнёвка использовалась исключительно для лесозаготовок. Во время войны они были частично разрушены и в дальнейшем не восстанавливались. К заводу также вела узкколейная железная дорога (до настоящего времени не сохранилась).

### Великая Отечественная война
Во время Великой Отечественной войны немецко-фашистские захватчики оккупировали эту территорию в начале июля 1941 года. В первые дни войны лесоперерабатывающий завод подвергся бомбардировке, однако фугасная бомба упала в стороне от него. Тогда с самолёта был открыт огонь по находившимся вблизи людям. Местный житель Пётр Яковлевич Млявый взял на руки нескольких местных детей и оттащил к штабелю брёвен, куда прислонился и сам. Огнём он был ранен в ногу, однако выжил. Через какое-то время бомбардировка повторилась, были подожжены лесопильный цех, подсобные помещения, мастерская и гараж. Усилиями Петра Млявого, сотрудника завода, который перекрыл поступление в котёл воды и слил из него оставшуюся воду, взрыва парового котла, находившегося в лесопильном цеху, удалось избежать. Немцы выпустили арестованного по политическим мотивам Бакиновского из тюрьмы, который стал полицаем и поселил свою семью в бараке с самыми лучшими условиями. В результате боевых действий он был убит, после войны его родственники покинули посёлок. 9 жителей Барсуков, воевавших в рядах Красной Армии, не вернулись с фронта.

### Восстановление после войны
К концу войны сохранились все дома в первом посёлке (их было 14) и 17 домов во втором. Вблизи завода сохранились шесть бараков, два двухквартирных и один одноквартирный дом (всего на 37 квартир) для рабочих. Лесоперерабатывающий завод был полностью разрушен. Пока почти все мужчины воевали на фронте, в лесозаготовках принимали участие женщины. Вскоре началось восстановление завода, была поставлена новая труба, починен паровой котёл, восстановлены подсобные и подвальные помещения, смонтированы новые станки. Были восстановлены кузница, столярный цех и станки с двигателем для изготовления чурок — основного топлива в послевоенные годы. Значительную роль в восстановлении завода сыграли Пётр Млявый, А. Г. Сикирицкий. В дальнейшем при леспромхозе был создан отдел рабочего снабжения, занимавшийся выращиванием зерновых, картофеля, моркови, свеклы, лука и других овощей. Осваивались как сельскохозяйственные земли заросшие к тому времени кустарником урочища Романовщина и Бакиновщина, бывшие усадьбы. На территории Романовщины были также построены два овощехранилища. Также развивалось свиноводство. Завод возобновил работу в 1946 году. Основной его специализацией было изготовление гонты для крыш, также изготавливались доски, брус, шпалы, клёпки для бочек и чурки. На заводе имелось три двухсторонних станка (один из них — резервный) на двух рабочих, оборудованные циркулярными пилами. Лес с заготовок по узкоколейной железной дороге, ведшей только к самому заводу, доставляли вагонетки. К северу от завода складировалась гонта, здесь осуществлялась её обсушка. Остальную продукцию складировали вокруг завода штабелями, в Минск увозили на грузовиках. В качестве тягловой силы использовали табун лошадей из 30 голов, пригнанный в 1946 году. В 1948 году был пригнан ещё один табун. Из социальных учреждений в послевоенные годы в посёлке функционировали клуб и магазин. Возобновила работу и начальная школа. Однако сгоревшее во время войны здание школы восстановлено не было, и обучение проходило в деревенских домах. Начиная с пятого класса дети ходили в Хуторскую среднюю школу в посёлке Ведрица, расположенную более чем в пяти километрах от Барсуков.

### Упадок посёлка
В 1950-е годы объекты завода стали переноситься в посёлок Старый Пруд, стоящий на реке Уса, по которой имелась возможность транспортировки леса вплавь в Бобруйск. Так, были разобраны и перевезены двух- и трёхквартирные, а также некоторые одноквартирные дома. Жители посёлка переезжали в Старый Пруд и Червень. В 1956 году завод был закрыт, его здание перевезено в Старый Пруд. На 1959 год в посёлке ещё были 4 жилые барака, а также большинство частных домов. Жители Барсуков работали на лесозаготовках в других частях района и в соседних районах вахтовым методом, иногда не бывая дома более недели. На места заготовок их доставляла машина леспромхоза. На 1960 год население здесь постоянно проживали 37 человек. В 1980-е годы посёлок относился к совхозу «Нива». На 1997 год здесь насчитывалось 8 домов, жили 13 человек.

### Современное состояние
30 октября 2009 года в связи с упразднением Хуторского сельсовета деревня вошла в Колодежский сельсовет. 28 мая 2013 года передана в состав Ляденского сельсовета. На 2012 год населённый пункт почти полностью опустел и фактически представляет собой урочище. Большинство сохранившихся частных домов заброшены, лишь несколько используются как дачи. В числе немногих постоянных жителей — семья фермеров, возделывающих землю, где когда-то располагалась усадьба Романовских. На 2013 год в деревне 2 круглогодично жилых дома, 9 постоянных жителей.

## Население
- 1897 — 4 двора, 35 жителей
- 1921 — 3 двора, 25 жителей
- 1926 — 7 дворов, 44 жителя
- 1960 — 37 жителей
- 1997 — 8 дворов, 13 жителей
- 2013 — 2 двора, 9 жителей